# 天主教凱希亞多里斯教區
天主教凱希亞多里斯教區（拉丁語：Dioecesis Kaisiadorensis）是羅馬天主教在立陶宛的一個教區，屬維爾紐斯總教區。成立於1926年4月4日。

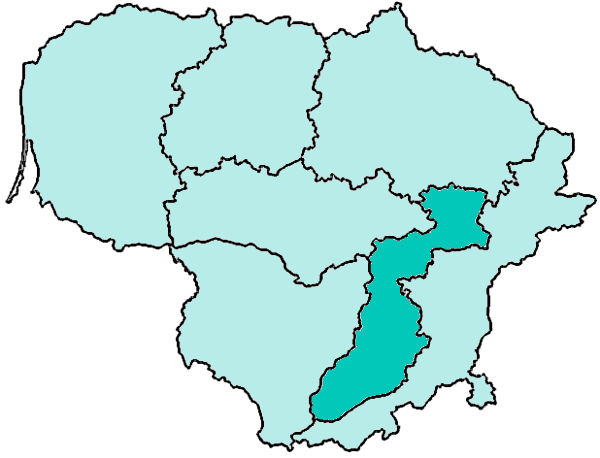
凱希亞多里斯教區管轄範圍圖

2004年有教友148,893人，佔轄區總人口80.1%。教區下轄六十八個堂區，有六十名司鐸、1名修士、23名修女。現任主教為若望·伊萬諾夫斯基。